# Esperança do Sul
Esperança do Sul is een gemeente in de Braziliaanse deelstaat Rio Grande do Sul. De gemeente telt 3.468 inwoners (schatting 2009).

## Aangrenzende gemeenten
De gemeente grenst aan Derrubadas, Tiradentes do Sul en Três Passos. 

### Landsgrens
En met als landsgrens aan de gemeente El Soberbio in het departement Guaraní in de provincie Misiones met het buurland Argentinië.